# 方永义
方永義（1970年—），出生于福州福清，日本城西国际大学研究生院毕业。企业家，擅长并购、业务合作。

## 生平
- 1988年8月[2]，高中毕业后的方永義赴日留学[3]。1998年3月，方永义硕士毕业后进入日本一家轮胎回收公司工作，学习国际业务[4]，就职半年后开始着手创业[3]（另一说法是创业时还未大学毕业[2]）。
- 1998年10月，与郑辉合作成立永辉商事。
- 2006年就任永辉商事总经理[1]。
- 2011年，永辉公司收购日本Rasa工业半导体再生加工部门[3]，并成立Rs technologies （页面存档备份，存于）公司，出任总经理（社长）[1]。
- 2011年收购厦门巨茂光电有限公司。
- 2012年收购Inter-Valve Technology。
- 2015年3月24日，Rs technologies在东京证券创业板上市[3]。
- 2016年9月9日，Rs technologies在东京证券一部（主板）上市[3][2][5]。

## 公司
“永辉商事”注册资金9800万日元，下设有光伏发电相关（制造、回收、再生）、电脑及相关耗材、半导体相关（晶圆再生及相关设备）、资源回收再利用、设备制造（半导体设备、液晶制造设备、信号品频射器、光学设备、医疗器材、建筑起重机、AV设备等）等主营业务。